# Погореловская (Красноборский район)
Погореловская — деревня в Красноборском районе Архангельской области. Входит в состав Верхнеуфтюгского сельского поселения.

## География
Находится в юго-восточной части Архангельской области на расстоянии приблизительно 7 км на запад-юго-запад по прямой от административного центра поселения деревни Верхняя Уфтюга на левобережье реки Уфтюга.

## История
Отмечалась еще на карте 1794 года. В 1859 году здесь (деревня Сольвычегодского уезда Вологодской губернии) было учтено 17 дворов.

## Население
Численность населения: 76 человек (1859 год), 8 (русские 100 %) в 2002 году, 3 в 2010.